# Nepeta atlantica
Nepeta atlantica là một loài thực vật có hoa trong họ Hoa môi. Loài này được Ball mô tả khoa học đầu tiên năm 1875.